# Astolfo

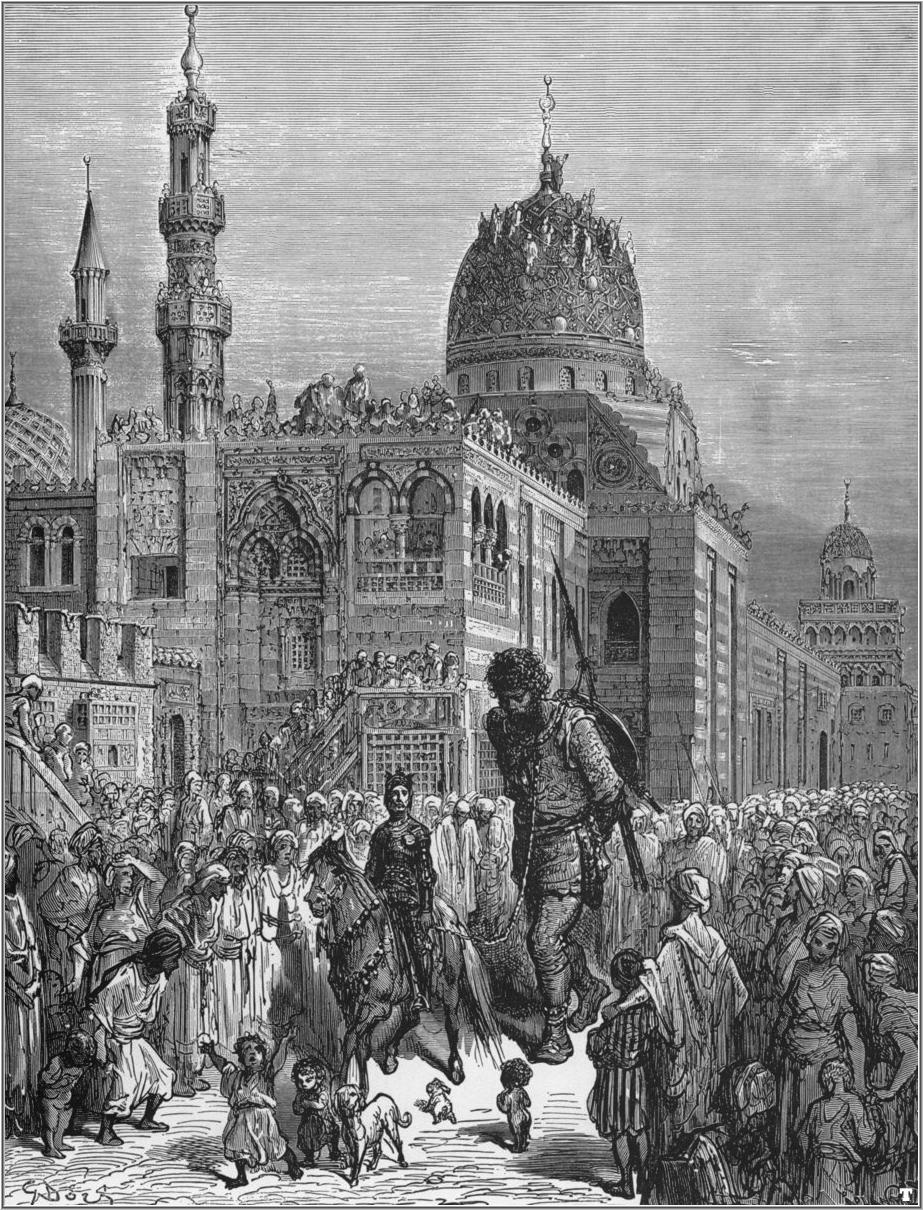
Astolfo und Caligorante

Astolfo (auch Astolf, Astolpho, Estous und Estouls) ist eine fiktive Figur in La Matière de France (englisch Matter of France), wo er einer der Paladine Karls des Großen ist. Er ist der Sohn von Otto, dem König von England (möglicherweise in Anlehnung an Karls Zeitgenossen Offa von Mercia), ein Cousin von Orlando und Rinaldo und ein Nachkomme von Karl Martell. Während Astolfos Name bereits im altfranzösischen Chanson de geste Haimonskinder auftauchte, war sein erster größerer Auftritt in dem anonymen französisch-venezianischen Epos La Prise de Pampelune aus dem frühen vierzehnten Jahrhundert. Später war er eine (meist humoristische) Hauptfigur in italienischen Liebesepen der Renaissance, wie Morgante von Luigi Pulci, Orlando Innamorato von Matteo Maria Boiardo und Orlando Furioso von Ludovico Ariosto. 
Astolfo ist ebenfalls eine wiederkehrende Figur in der Fate-Reihe und durch diese weit populärer geworden als die ursprüngliche Figur. 
Astolfo ist Namensgeber einer ausgestorbenen Rallenart, der Astolforalle.

## Astolfo inOrlando Furioso

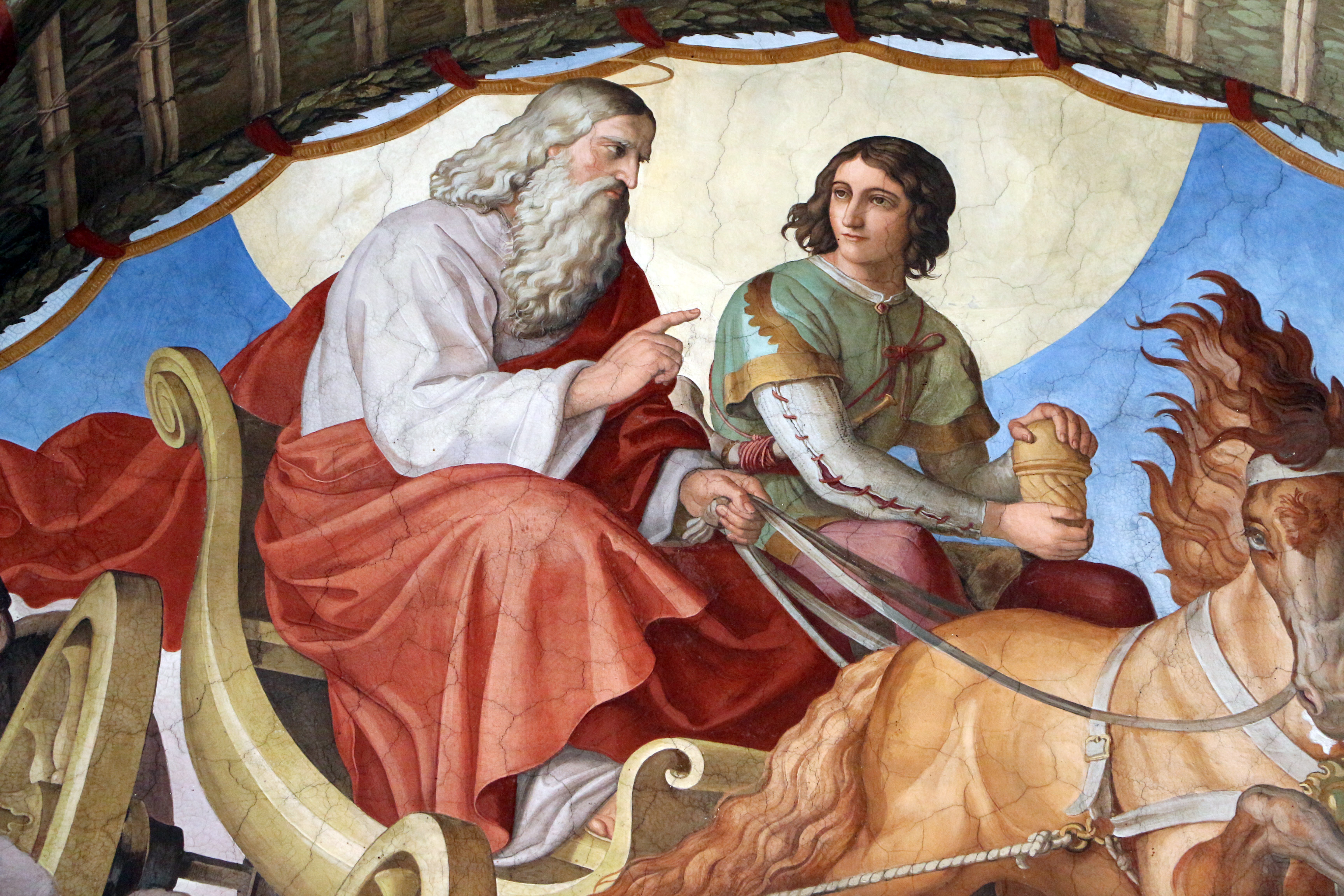
Astolfo und der heilige Apostel Johannes fliegen mit Elijas’ flammendem Streitwagen vom Mond zurück

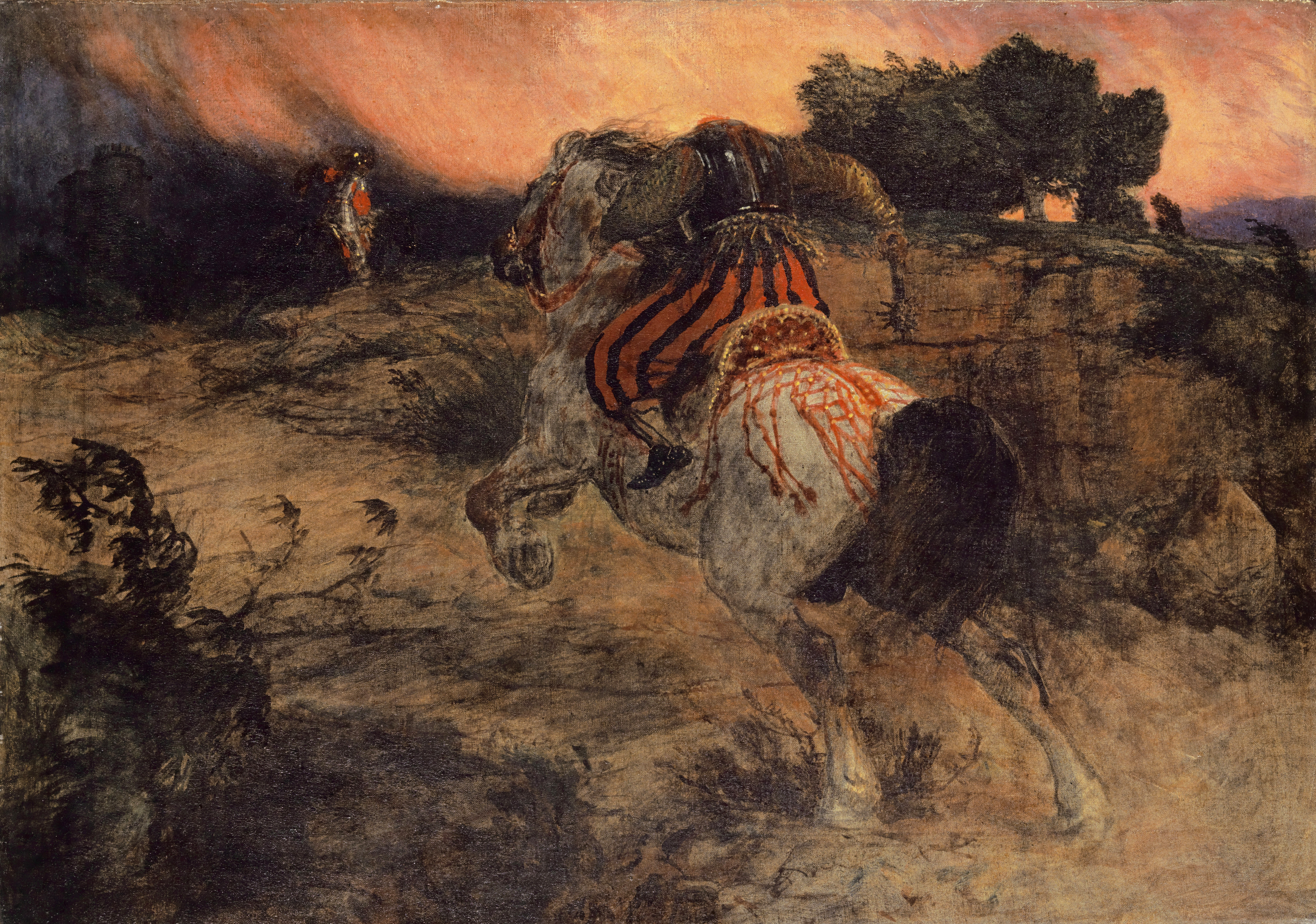
Astolfo reitet mit dem Kopf von Orillo

Bei seiner ersten Erscheinung ist der Herzog Astolfo durch die Magie der bösen Zauberin Alcina in der Gestalt eines Myrtenbaums gefangen. Als Ruggiero versucht, seinen Hippogryph an den Unglücklichen zu binden, protestiert Astolfo und beklagt sein Schicksal. Obwohl die beiden sich lange unterhalten, beherzigt Ruggiero den Rat von Astolfo, Alcina zu meiden, nicht und wird ebenfalls verzaubert. Beide werden jedoch von Melissa, einer guten Zauberin, gerettet und wieder zurückverwandelt.
Astolfo besitzt verschiedene magische Ausrüstungsgegenstände, die er in seinen Abenteuern einsetzt. Seine magische goldene Lanze kann Gegner mit der geringsten Berührung vom Pferd stoßen, und sein Zauberbuch enthält Zaubersprüche, die jede Verzauberung brechen können. Außerdem besitzt er ein magisches Horn, dessen Klang so laut ist, dass es alle Feinde in die Flucht schlägt, und reitet auf einem Pferd namens Rabicano. Dieses magische Pferd besteht aus Orkan und Flamme, ernährt sich von Luft und ist so leichtfüßig, dass es keine Fußspuren im Sand hinterlässt. Wenn es mit voller Geschwindigkeit läuft, kann es schneller rennen als ein Pfeil.
Astolfo besiegte den Riesen Caligorante, der ein Netz aus einem Tempel gestohlen hatte, welches Hephaistos einst benutzte, um Aphrodite und Ares während ihres Ehebruchs zu fangen. Mit diesem Netz fing und verschlang er alle Reisenden, die in seine Nähe kamen. Astolfo schaffte es, ihn zu besiegen, indem er das Geräusch seines magischen Horns nutzte, das Caligorante so sehr erschreckte, dass er schließlich in sein eigenes Netz fiel. Nachdem er ihn besiegt hatte, führte Astolfo den Riesen von Stadt zu Stadt und zwang ihn, als sein Lasttier zu dienen. Er besiegte auch Orillo, einen Dieb, der nicht getötet werden konnte, da er verzaubert war und sich von Verletzungen regenerieren konnte. Selbst abgetrennte Gliedmaßen würden wieder anwachsen. Astolfo besiegte ihn, nachdem er dessen Namen im Index seines Zauberspruchbuches nachgeschlagen hatte und so herausfand, dass er ihn besiegen konnte, indem er alle Haare von seinem Kopf entfernte. Mit diesem Wissen schnitt Astolfo Orillos Kopf ab und entkam dann auf seinem Pferd, während der kopflose Körper des Diebes ihn verfolgte. Als er weit genug entfernt war, setzte sich Astolfo mit dem Kopf des Diebes auf seinen Knien und begann, seine Haare mit seinem Schwert zu schneiden, was Orillo tötete. Astolfo lieh Bradamante für kurze Zeit seine goldene Lanze und Rabicano, während er auf dem Hippogryph ritt, um Orlandos verlorenen Verstand zu suchen.
Astolfo reist nach Äthiopien, wo er Senapo (Prester John), den Kaiser dieses Landes, trifft. Ähnlich wie in der Geschichte von Phineus aus der griechischen Mythologie ist Senapo blind und von Harpyien geplagt, die ihn angreifen, sobald er eine Mahlzeit zu sich nehmen möchte. Sie verschütten Gläser und verunreinigen das Essen. Astolfo bläst sein Horn und verfolgt die Harpyien durch den Eingang zur Hölle, wo er sie einschließt. Mit dem Hippogryph fliegt er zum Gipfel des Berges des irdischen Paradieses, wo er den heiligen Apostel Johannes trifft. Dieser erklärt ihm, wie er Orlando zu seinen Sinnen zurückbringen kann. Mit dem Streitwagen des Propheten Elijas fliegt er zum Mond, wo sich alles wiederfindet, was auf der Erde verloren gegangen ist. Dort findet er Orlandos Verstand in einer Flasche. Er kehrt zur Erde zurück und erhält Senapos Hilfe bei der Verteidigung von Paris gegen die Sarazenen, die das Land bedrohen.

## Herkunft des Namens
Der Name leitet sich vom germanischen Namen Haistulf ab, einem Namen, der aus haist (mit unsicherer Bedeutung, vielleicht „wütend“, „gewaltsam“) oder vielleicht ast („Stab“, „Speer“) und vulf („Wolf“) zusammengesetzt ist.

## In der heutigen Zeit

### Wissenschaft

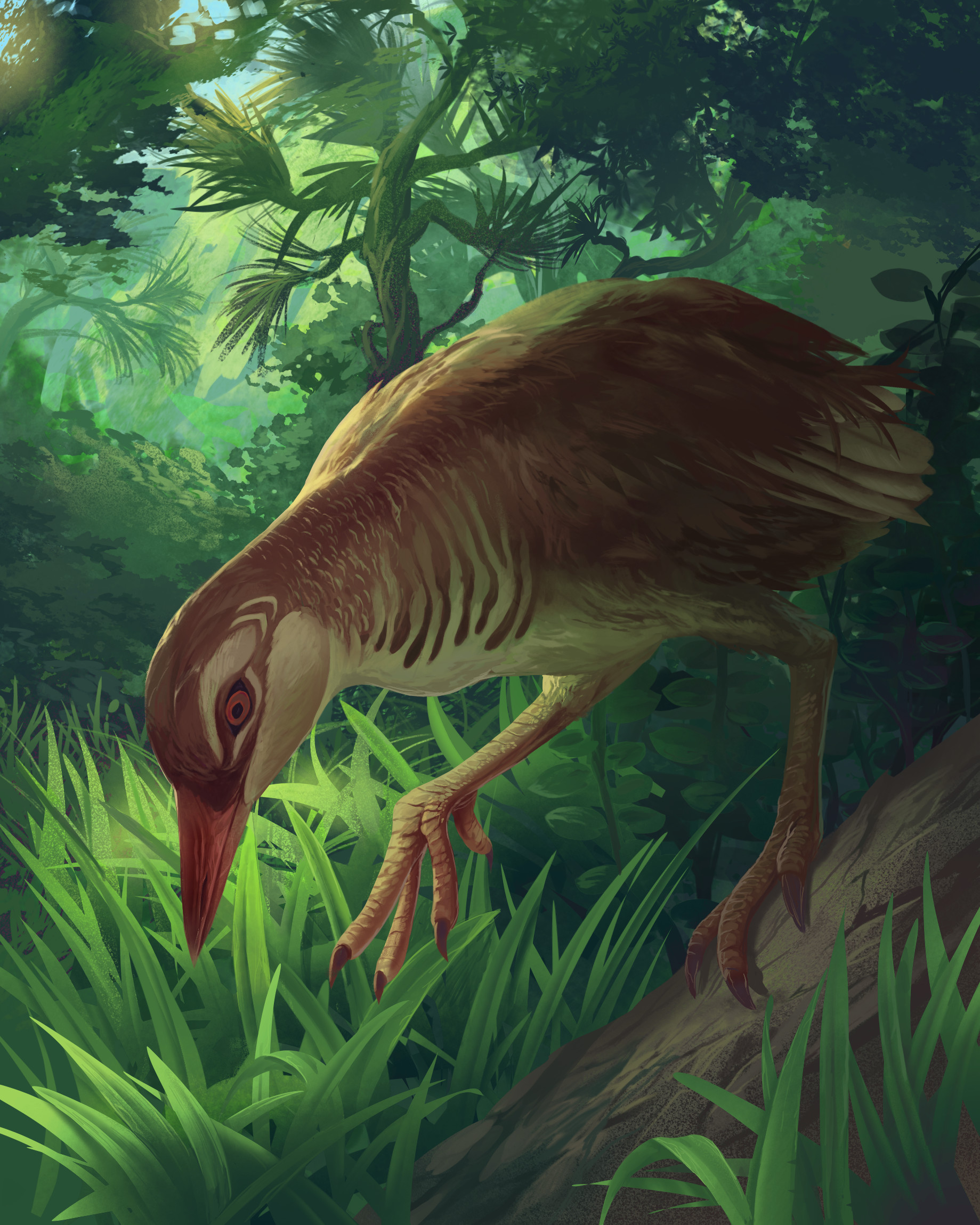
Darstellung der ausgestorbenen Astolfo-Ralle

Eine ausgestorbene Rallenart wurde zu Ehren von Astolfo benannt: Gallirallus astolfoi, die Astolfo-Ralle.
Die Art war flugunfähig und lebte auf Rapa Iti, einer der Bassinseln in Französisch-Polynesien.
Sie wurde anhand eines Knochens aus einer Höhle beschrieben, die zwischen 1400 und 1600 n. u. Z. genutzt wurde.

### Andere Medien

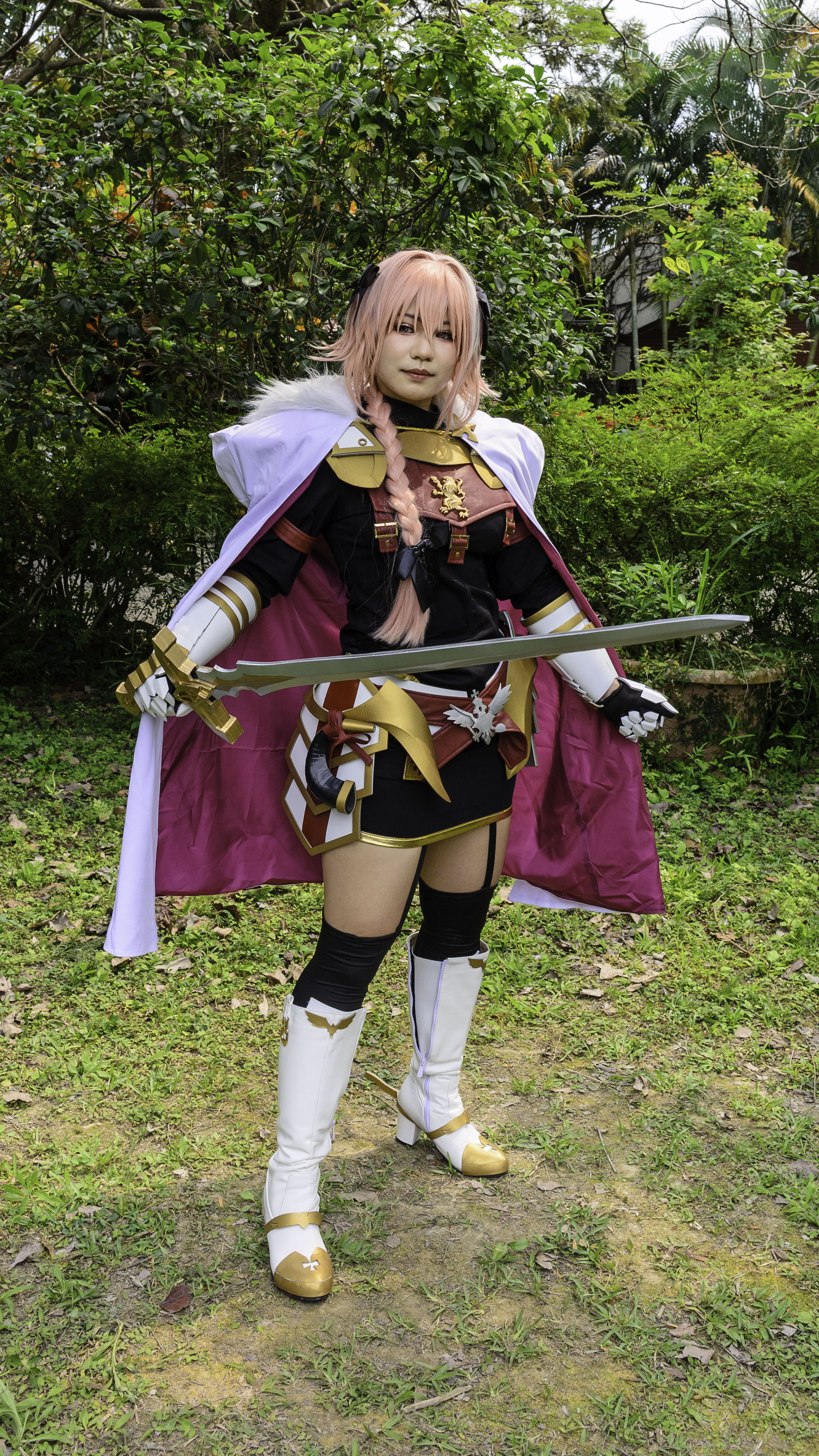
Cosplay von Astolfo aus der Fate-Reihe

Astolfo erscheint in dem japanischen Light-Novel- sowie der Anime-Adaptions-Serie Fate/Apocrypha als Rider der Schwarzen Fraktion. Später war er wieder als Rider Teil des Videospiels Fate/Grand Order. Er reitet in Fate einen Hippogryph und hat auch eine goldene Lanze, sowie ein Horn und ein Zauberspruchbuch. Dies ähnelt stark der Darstellung Astolfos aus Orlando Furioso. Astolfo hat in der Fate-Reihe ein androgynes Aussehen und kleidet sich „wie ein Mädchen“, weil er süße Dinge mag. In dem Videospiel Fate/Grand Order ist sein Geschlecht als „le Secret♪“ betitelt.
Seine Popularität als Charakter in der Fate-Reihe übertrifft die Popularität des Originals in der heutigen Zeit. Dieses Phänomen wurde in einer Studie aus dem Jahr 2021 auch bei anderen Charakteren der Fate-Reihe beobachtet und von den Autoren als „Astolfo-Effekt“ bezeichnet.